# پدرو استاچه
 پدرو استاچه  (به انگلیسی: Pedro Eustache) (زاده ۱۸ اوت ۱۹۵۹ - کاراکاس) نوازنده فلوت و سازهای بادی چوبی اهل ونزوئلا است. وی سابقه چندین سال فعالیت در سمفونی‌ها را دارد، همچنین وی با حدود ۶۰۰ دستگاه موسیقی که خود طراحی یا تغییر شکل داده نواخته‌است.
پدرو استاچه از سال ۱۹۹۵ تا ۲۰۰۶ در آلبوم‌ها و کنسرت‌های یانی فعالیت داشته‌است.

## آلبوم‌ها
به عنوان تک‌نواز:
- Hymns Of Yesterday & Today - 2007
- Global Mvission - 2004
- The Giant Sleeps - 1995
- Strive for Higher Realities - 1993